# フランソワーズ・モレシャン
フランソワーズ・モレシャン（仏: Françoise Moréchand、1936年3月29日 - 、89歳） は、フランスのライフスタイルアドバイザー、エッセイスト。ユネスコ日本協会スペシャルアドバイザー。元シャネル美容部長。夫は映画評論家の永瀧達治。

## 略歴
父は亡命したポーランド人技師、母はフランス人。ナチス・ドイツによるフランス占領からトゥールーズに疎開。パリ解放直前にフランスのパリに戻る。
中国語かロシア語の通訳を目指したが、日本の将来性に賭けソルボンヌ大学日本語学科卒業後の1958年に日本に移住。自宅でフランス語教室を開きながら、日本航空や外務省でフランス語を教える。
その後、日本放送協会の番組「フランス語会話」で講師を務め人気を集め、テレビ朝日の「フォックス名画座」など、多数の番組に出演。1964年に一旦フランスに帰国。クリスチャン・ディオール、レブロンを経て1974年にシャネル美容部長として再度日本に移住。
2004年、母国フランスの最高勲章であるレジオンドヌール勲章を授与され、2009年には、国家功労勲章を授与された。2019年にルネサンス・フランセーズ栄誉賞受賞。2020年には旭日小綬章を受章する
。前夫のギイ・モレシャンは社会学者。娘のアガタ・モレシャンもフランス語会話の講師を務めた。

## その他
- 和食にも親しんでおり、「日本食の中で最も好きな物は焼き鳥。一番のごちそうは焼き鳥のタレをごはんにかけて食べること。ちょっとお行儀悪いけどね。」と語っている。
- 「私の国では」という言葉をよく使っていた。

## 出演

### 広告
- 味の素
- カルピス 「ムース」
- アース製薬
  - 「セボン」
  - 「防虫シート」
- 興和「バンテリンコーワ」

### 映画
- 娘と私（1962年） - 岩谷エレーヌ 役
- パレンバン奇襲作戦（1963年） - 尼僧 役
- 若い人（1977年） - マドモワゼル・マリー 役

### テレビドラマ
- 西武スペシャル / 離婚・ぼくんちの場合（1983年、TBS）

## 著書
- 『F.モレシャンの失敗しないおしゃれ ファッションから男女交際法まで“ひと味”ちがう女性』主婦と生活社 1975  のちワニ文庫
- 『F.モレシャンの失敗しない生き方 傲慢なくらい幸せを求めるあなたに』主婦と生活社, 1976
- 『エレガンスってなに?』講談社 1978 のちワニ文庫
- 『F・モレシャンの知らなかったおしゃれ』主婦と生活社 1978
- 『F・モレシャンのパリジェンヌは食いしん坊 おしゃれ上手の料理の本』主婦と生活社, 1979
- 『女の子のおしゃれ・冒険ノート 差をつけちゃう!着こなしから、はじめてのメークまで』主婦と生活社, 1980
- 『娘たちよ、はばたけ』文化出版局 1983（のち、『娘たち、はばたきなさい』三笠書房・知的生きかた文庫）
- 『F.モレシャンのインテリアおしゃれ “さすが”といわせるお部屋のセンスアップ術』主婦と生活社 1983
- 『フランス女性の家事のさぼり方 自分の時間をもっと楽しむ法』ベストセラーズ 1983（のち、『フランス流家事の楽しみ方』ワニ文庫）
- 『セーヌ左岸そだち フランス風女の生き方』旺文社文庫 1986
- 『オハシ持チマショ やさしさのコミュニケーションを求めて』朝日新聞社 1986
- 『パパのいる日曜日 激動のフランスを生きた父娘の物語』フレーベル館 1986
- 『ラ・ガイジン 日本と結婚した女』永滝達治訳 講談社 1991
- 『娘アガタへの手紙 国際化時代の女性の生き方・愛し方』ロングセラーズ 1993
- 『「まじめさ」が美しい時代』講談社, 1993
- 『モレシャンの劇場日記』新書館 1996
- 『おしゃれに奇跡はありません フランソワーズ・モレシャンのエレガントな人生案内』フェリシモ 2005
- 『アプレカランタン いくつになっても失敗しないおしゃれ』主婦と生活社, 2006

### 共著編
- 『西洋の子猫たち』野沢久昭写真 編 立風書房 1980
- 『あめ・もれ動詞事典』青木雨彦共著 朝日新聞社, 1987
- 『おしゃれなやせ方しなくてどうしますか 食べながら装いながら家事をしながらエレガントになる本』大場ケイ子共著 主婦と生活社, 1988
- 『読むおしゃれ RFラジオ日本「Janeの素敵人生」から』山野愛子ジェーン編著 アグネス・チャン,早見優共著 IN通信社, 1997
- 『三人寄ればニッポンが見える エレガンス・老いと死・ユーモア』アルフォンス・デーケン,フィリップ・グロード共著 旬報社 1997